# Fred Haughey
Fred Haughey (sinh năm 1921) là một cựu cầu thủ bóng đá người Anh từng thi đấu ở vị trí Hậu vệ trái.

## Sự nghiệp
Sinh ra ở Conisbrough, Haughey thi đấu cho Halifax Town và Bradford City.
Đối với Bradford City ông có 3 lần ra sân ở Football League.